# Another Side of Bob Dylan
Another Side of Bob Dylan is het vierde studioalbum van Bob Dylan. Het werd uitgebracht op 8 augustus 1964. Vergeleken met zijn vroegere werk was het een ommekeer, Dylan nam geen protestsongs of politiek geëngageerd materiaal op, relaties vormden het hoofdthema van het album. De titel werd verzonnen door producer Tom Wilson. Dylan zelf was niet blij met de titel, hij zag zichzelf nooit als protestzanger. Hoewel het album volledig akoestisch was, werd het beschouwd als de voorloper van de folkrockmuziek.

## Songwriting
Dylan schreef de nummers voor het album tijdens een tweetal reizen. Op 3 februari 1964 vertrok hij met zijn lijfwacht Victor Maymudes, muzikant Paul Clayton en journalist Pete Karman voor een roadtrip in Dylans eerste tourauto, een Ford stationcar. Zigzaggend door de VS trokken zij via New Orleans, waar zij het Mardi Gras feest bezochten, naar Californië, alwaar hij met Joan Baez enige concerten gaf. Met Maymudes aan het stuur schreef Dylan achterin de stationcar op zijn typemachine een aantal songs. Bij zijn terugkeer kwam Dylans relatie met Suze Rotolo ten einde, waarover Dylan "Ballad in Plain D" vrijwel letterlijk verslag doet. De "parasite sister" is Carla, de zus van Suze. Dylan ondernam een tweede reis na een concert in Londen, ditmaal door Europa naar Frankrijk, waar hij zangeres Nico ontmoette en met wie hij naar Duitsland en Griekenland trok. In een dorpje buiten Athene schreef hij de meeste nummers voor Another Side of Bob Dylan, het liefdesliedje "Mama, You Been on My Mind" kwam niet op het album terecht.

## De opnames
Het album werd op 9 juni 1964 in een avond opgenomen in de studio A van de Columbia Recording Studios. Tom Wilson nam de 11 nummers, die op het album terecht kwamen, op in 35 takes. Daarnaast werden 4 nummers, die niet op het album terecht kwamen, opgenomen in 12 extra takes. Hieronder was Mr. Tambourine Man met Ramblin' Jack Elliott als tweede stem, dat in 1965 ineen nieuwe versie uitgebracht werd op het album Bringing It All Back Home. De andere waren "Mama, You Been on My Mind", uitgebracht in 1991 op The bootleg series volumes 1-3, "Denise", dat nooit op een officiële bootleg is uitgebracht "California", dat verscheen op The bootleg series vol. 12. Dylan speelde op een akoestische Gibson gitaar, waarschijnlijk het model Nick Lucas. Op "Black Crow Blues" begeleidde Dylan zich op piano.

## De nummers
- "All I really want to do" (4:04 min) - over zijn beëindigde relatie met Suze Rotolo.
- "Black Crow Blues" (3:14) - een pianoblues.
- "Spanish Harlem Incident" (2:23) - een poëtisch lied over een meisje dat Dylan in Harlem zag.
- "Chimes of Freedom" (7:10) - een somberlied over het schuilen voor een storm, de chimes zijn bliksemschichten.
- "I Shall Be Free No. 10" (4:47) - een talking blues met nonsensteksten.
- "To Ramona" (3:51) - een folkwals, in Nederland uitgebracht als B-kant van "If You Gotta Go, Go Now".
- "Motorpsycho Nightmare" (4:33) - een talking blues over het paranoide Amerika, geïnspireerd op Alfred Hitchcocks Psycho.
- "My Back Pages" (4:22) - een wals waarin Dylan afstand neemt van zijn verleden als protestzanger.
- "I Don't Believe You (She Acts Like We Never Have Met)" (4:22) - een liedje over een vluchtige liefde.
- "Ballad in Plain D" (8:10) - een ballade over hoe Suze Rotolo de relatie met Dylan verbrak.
- "It Ain't Me Babe" (3:33) - een lied over de verbittering die Dylan voelde na de breuk met Suze Rotolo.

## Hitnotering
Het album bereikte nummer 43 op de Billboard 200 en nummer 8 op de UK Albums Chart.

## Recensies
De kritiek op het album was gemengd. Dylan presenteerde de nummers voor het eerst op het Newport Folk Festival in de zomer van 1964, waar voornamelijk "Mr. Tambourine Man" veel bijval oogstte. Irwin Silber schreef een open brief aan Dylan in het folkmagazine Sing Out!, waarin hij klaagde over het feit dat Dylan het contact met zijn oude aanhang verloren had, en zich omringde met mensen, die meer geïnteresseerd waren in status, geld en roem. Recensent Tim Riley omschreef het album als een rockalbum zonder elektrische gitaar.
- MusicBrainz release group: b18ef710-0e47-3c10-ab0b-6631533549ee